# Cabo Próspero
Das Cabo Próspero (spanisch, in Argentinien Cabo Muñoz) ist ein Kap an der Foyn-Küste des Grahamlands im Norden der Antarktischen Halbinsel. Sie liegt 16 km südwestlich des Spur Point am Ufer des Cabinet Inlet.
Chilenische Wissenschaftler benannten ihn nach dem Topografen Próspero Madrid Madrid von der chilenischen Marine, Offizier an Bord der Angamos bei der 1. Chilenischen Antarktisexpedition (1946–1947). Der Namensgeber der argentinischen Benennung ist nicht überliefert.